# Xenoctenus pampeanus
Xenoctenus pampeanus is een spinnensoort in de taxonomische indeling van de stekelpootspinnen (Zoridae).
Het dier behoort tot het geslacht Xenoctenus. De wetenschappelijke naam van de soort werd voor het eerst geldig gepubliceerd in 1940 door Cândido Firmino de Mello-Leitão.